# FA Charity Shield 1931
Lo FA Charity Shield 1931, noto in italiano anche come Supercoppa d'Inghilterra 1931, è stata la 18ª edizione della Supercoppa d'Inghilterra.
Si è svolto il 7 ottobre 1931 al Ville Park di Birmingham tra l'Arsenal, vincitore della First Division 1930-1931, e il West Bromwich, vincitore della FA Cup 1930-1931.
A conquistare il titolo è stato l'Arsenal che ha vinto per 1-0 con rete di Cliff Bastin nel corso del secondo tempo.ù

## Partecipanti
| Squadre       | Qualificazione                           | Partecipazioni precedenti (il grassetto indica la vittoria) |
| ------------- | ---------------------------------------- | ----------------------------------------------------------- |
| Arsenal       | Vincitore della First Division 1930-1931 | 1 (1930)                                                    |
| West Bromwich | Vincitore della FA Cup 1930-1931         | 1 (1920)                                                    |

## Tabellino
| Birmingham 7 ottobre 1931                | Arsenal   | 1 – 0 referto | West Bromwich | Villa Park (21.267 spett.) |
| \| \| \| \| \| Bastin \| Marcatori \| \| |           |               |               |                            |
|                                          |           |               |               |                            |
| Bastin                                   | Marcatori |               |               |                            |

### Formazioni
| Arsenal:        |    |                |
|                 |    |                |
| P               | 1  | Charlie Preedy |
| D               | 2  | Tom Parker     |
| D               | 3  | Eddie Hapgood  |
| C               | 4  | Charlie Jones  |
| C               | 5  | Herbie Roberts |
| C               | 6  | Alf Haynes     |
| A               | 7  | Joe Hulme      |
| A               | 8  | David Jack     |
| A               | 9  | Jack Lambert   |
| A               | 10 | Alex James     |
| A               | 11 | Cliff Bastin   |
| Allenatore:     |    |                |
| Herbert Chapman |    |                |

| West Bromwich: |    |                  |
|                |    |                  |
| P              | 1  | Harold Pearson   |
| D              | 2  | George Shaw      |
| D              | 3  | Bert Trentham    |
| C              | 4  | Tommy Magee      |
| C              | 5  | Bill Richardson  |
| C              | 6  | Jimmy Edwards    |
| A              | 7  | Tommy Glidden    |
| A              | 8  | Harry Raw        |
| A              | 9  | W. G. Richardson |
| A              | 10 | Teddy Sandford   |
| A              | 11 | Stan Wood        |
| Allenatore:    |    |                  |
| Fred Everiss   |    |                  |